# 静岡鉄道清水市内線
清水市内線（しみずしないせん）はかつて静岡県清水市（現・静岡市清水区）内で運行されていた静岡鉄道の軌道路線（路面電車）である。

## 概要
もともとは静岡電気鉄道の静岡清水線の一部として、1928年に港橋 - 江尻新道（現・新清水）間が開業。翌1929年に江尻新道 - 横砂間が開業するが、路線は東海道本線の線路で分断され、踏切を渡る徒歩連絡を余儀なくされていた。
1933年に東海道本線を跨ぐ跨線橋が完成して全通。かつては港橋より江尻新道から静岡清水線経由で鷹匠町（現・新静岡）を経て静岡市内線まで直通運転されており、静岡鉄道成立後も現在の静岡清水線区間を地方鉄道に変更後、翌年に分離するまで三線を総じて「静岡線」と称していた。また分離後も運賃は鉄道線と通算であった。
1974年の七夕豪雨で被害を受け運休となり、翌1975年に廃止された。

## 路線データ
路線廃止時点のもの。
- 路線距離：4.6km
- 軌間：1067mm
- 複線区間：港橋 - 西久保間（併用軌道）
- 電化区間：全線（直流600V）

## 歴史
1920年（大正9年）に、駿遠電気（静岡鉄道の前会社）により清水市入江町 - 山梨県万沢を結ぶ興津線が計画され、認可を受けている。
- 1928年（昭和3年）
  - 9月：江尻新道（のちに清水相生町、現・新清水） - 港橋間の敷設工事を申請し認可を受ける[3]。
  - 12月25日：静岡電気鉄道により興津線江尻新道 - 港橋間が開業。
- 1929年（昭和4年）
  - 4月1日：港橋 - 安西間直通運行開始。
  - 7月24日：江尻新道 - 横砂間が開業。
- 1932年（昭和7年）11月：江尻跨線橋起工[3]。
- 1933年（昭和8年）3月29日：江尻跨線橋架設に伴い港橋 - 横砂間直通運転開始。清水市内線と改称。江尻新道駅は清水相生町駅へ改称[3]。
- 1943年（昭和18年）5月15日：静岡電気鉄道が藤相鉄道・中遠鉄道などと戦時統合して静岡鉄道となる。
- 1945年（昭和20年）12月1日：静岡清水線が地方鉄道法による鉄道に変更され、法規上分離。
- 1951年（昭和26年）7月21日：西久保 - 袖師間が専用軌道に移設。
- 1974年（昭和49年）7月7日：七夕豪雨による被災に伴い、全線運転休止。
- 1975年（昭和50年）3月22日：復旧せず全線廃止。静岡鉄道バスによる代替輸送開始（同社のバス事業の分社化により、現在はしずてつジャストラインが運行）。

## 停留場一覧
全停留場が静岡県清水市（現・静岡市清水区）に所在。
港橋停留場 - 万世町停留場 - 市役所前停留場 - 新清水駅 - 仲浜町停留場 - 清水駅前停留場 - 辻町停留場 - 秋葉道停留場 - 西久保停留場 - 愛染町停留場 - 嶺停留場 - 鈴木島停留場 - 袖師停留場 - 横砂停留場
旧線
西久保停留場 - 嶺停留場 - 袖師警察署前停留場 - 庵原川停留場 - 袖師停留場

## 接続路線
- 新清水駅：静岡鉄道静岡清水線（新清水駅）
- 清水駅前停留場：国鉄東海道本線（清水駅）
- 袖師停留場：日本国有鉄道東海道本線（袖師駅）

## 車両

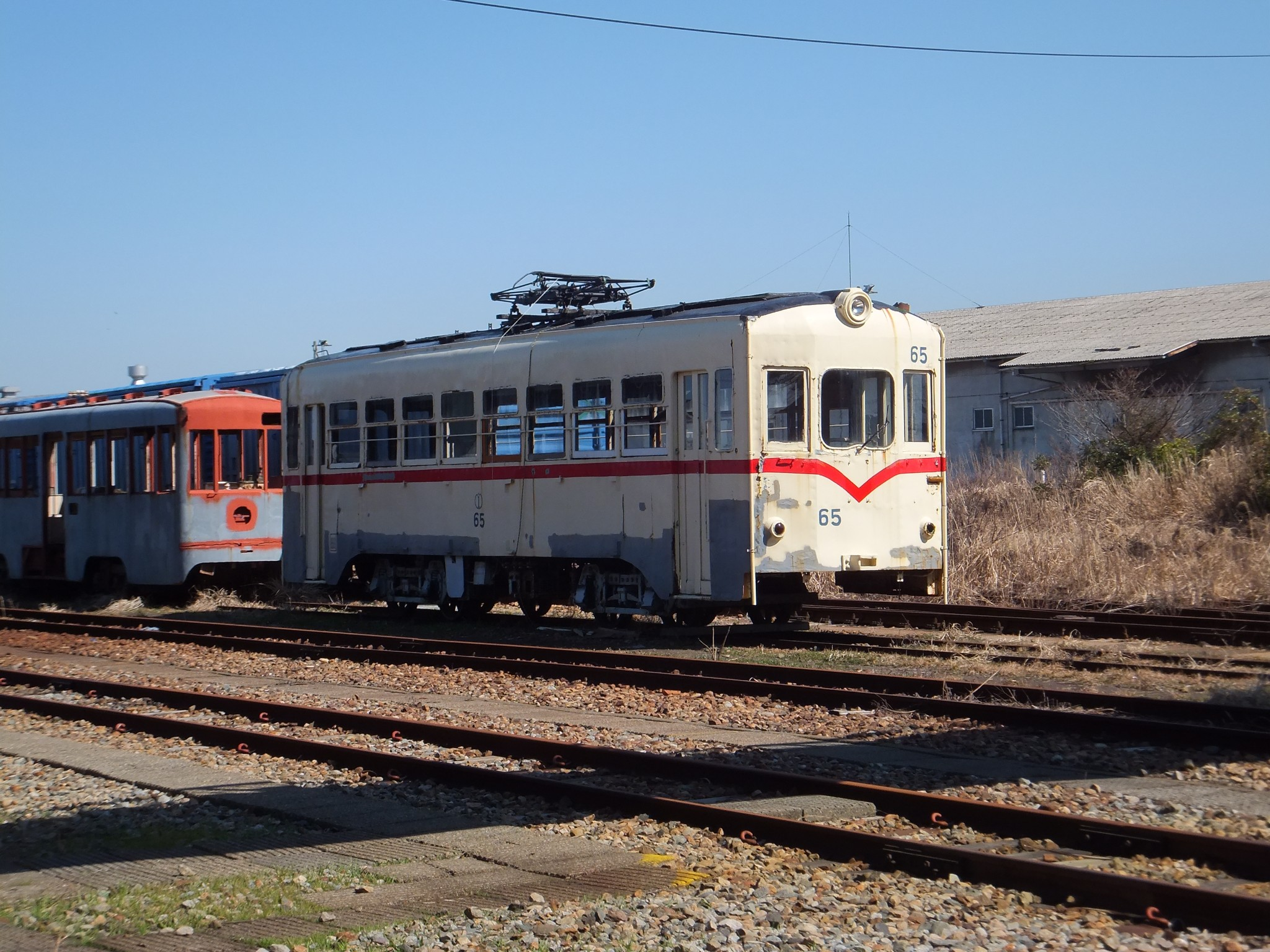
JR貨物伏木ヤード跡に留置されるモハ65。後ろは福井鉄道モ562。

- モハ55（55-59）定員75人、1962年静岡市内線より移籍[4]。1966年に58・59を改造、59の集電装置を撤去し2両連結車としている[5][注釈 1]。
- モハ60（60-63）定員80人、1956年鋼体化。1954年7月1日改番。旧モハ30（30・32・33・35）。このうちモハ61は運転台位置が低く、全体が角張っていて幕板が広い異様なスタイルだった。
- モハ65（65-67）定員90人、1936年に西武鉄道新宿軌道線（都電杉並線）の木製車（38-40、1927年汽車会社製、木製ボギー車）を購入しモハ80-82と付番した。1954年7月1日の改番により現番号となり1956年に鋼体化されている。緩やかな三面折れの前面形状が特徴で、モハ65は唯一のノーシル・ノーヘッダー、張り上げ屋根、埋め込み式ヘッドライトという近代的なスタイルで、廃止後は清水港線跡に保存されていた。2010年に所有者のフェルケール博物館が展示物整理と車両の老朽化を理由に解体の方針を出したが、これを受けて清水鉄道遺産保存会の主導で元JR貨物伏木ヤード跡に移動し、修復作業が進められていたが、2022年8月に再び静岡市内に戻された[7]。